# Vääräsaari (ö i Södra Savolax, Nyslott, lat 61,87, long 28,89)
Vääräsaari är en ö i Finland. Den ligger i sjön Haukivesi och i kommunen Nyslott i  landskapet Södra Savolax, i den sydöstra delen av landet, 280 km nordost om huvudstaden Helsingfors. Öns area är 17 hektar och dess största längd är 0,7 kilometer i öst-västlig riktning.